# Sulechów
Sulechów (alemán Züllichau) es un pueblo polaco en el voivodato de Lubusz en el distrito de Zielona Góra. Es la capital de la comuna de Sulechów (gmina mixta urbano-rural).

## Historia
El territorio fue conquistado en 990 por el Duque Miecislao I de Polonia y desde 1138 forma parte del Ducado de Silesia. Se hace mención por primera vez del asentamiento en 1319, cuando Margrave Valdemar de Brandeburgo-Stendal lo conquistó para Brandeburgo. Sin embargo, Valdemar murió ese mismo año por lo que la localidad regresó al Ducado de los Piastas de Głogów.
En 1482 el Duque Juan II el malo finalmente tuvo que ceder Sulechów junto al pueblo vecino de Krosno a los Brandeburo bajo el reinado de Alberto III Aquiles. Una parte del distrito de Neumark desde 1537 y Züllichau desde 1815 pertenecieron a la provincia prusiana de Brandeburgo. En 1945 cae en poder de Polonia con la implementación de la línea Óder-Neisse de acuerdo con el protocolo de Potsdam.

## Ciudades hermanadas
Sulechów mantiene un hermanamiento de ciudades con:
- Borough o Rushmoor (Farnborough y Aldershot), Inglaterra, Reino Unido (Desde 2001).
- Criuleni, Moldavia (Desde 2009).
- Fürstenwalde, Brandeburgo, Alemania (Desde 2014).